# Das Märchen der 672. Nacht

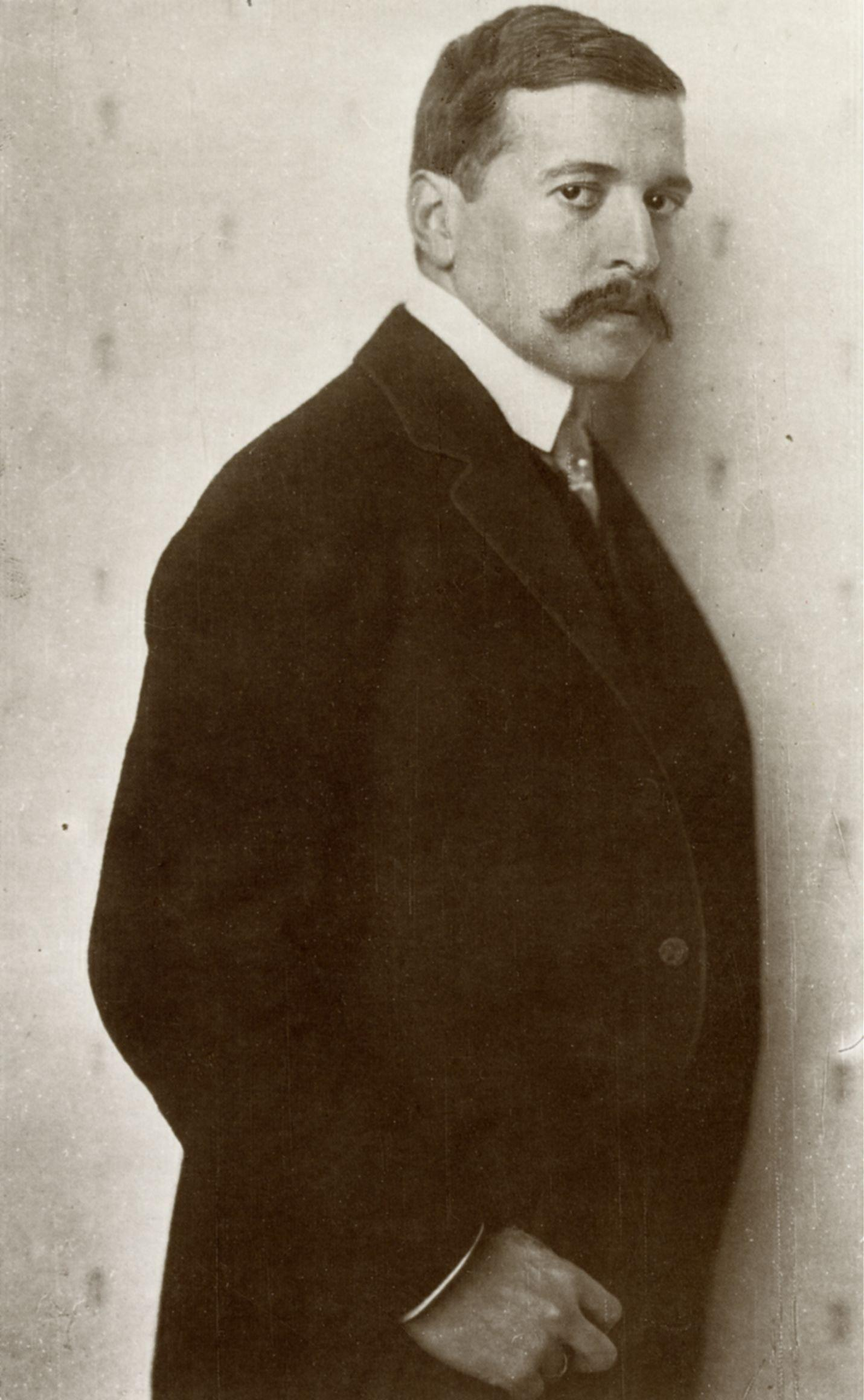
Hugo von Hofmannsthal
* 1874 † 1929

Das Märchen der 672. Nacht ist eine Erzählung von Hugo von Hofmannsthal, die im November 1895 in der Wiener Wochenschrift Die Zeit erschien. In Buchform wurde der kurze Text erstmals 1905 veröffentlicht.
Der Autor selbst hat seinen Text in einer Notiz und in einem Brief – s. u. unter Selbstzeugnisse – im Sinne der Formel „Untätigkeit lähmt“ interpretiert.

## Inhalt
Ein begüterter Kaufmannssohn, der seine Eltern verloren hat, findet als Fünfundzwanzigjähriger keinen Gefallen mehr an Geselligkeit und zieht sich aus dem gesellschaftlichen Leben zurück. Zwar ist er gesund, doch regelmäßig befällt ihn der Gedanke an den Tod. Sein Ableben kann er sich nur als eine prunkvolle Zeremonie denken.
Daneben sinnt er über seine Diener nach. Er kommt zu der Erkenntnis, dass es das von ihm erwünschte einsame Leben nicht gibt, da die Bediensteten ihn umkreisen „wie Hunde“. Ihre Gegenwart bedrückt ihn, obwohl sie sich nichts zuschulden kommen lassen. Insbesondere der Diener ist voller „Zuvorkommenheit und Umsicht“. Die alte Haushälterin hat mit Erlaubnis des Herrn eine kaum fünfzehn Jahre alte Verwandte ins Haus genommen. Der Kaufmannssohn hat das Gefühl, das verschlossene junge Mädchen sei ungern in seinem Hause; mehr noch – es hasse ihn. Das wird von der Haushälterin bestritten. Bei Tisch wird er von einer Schönen bedient, die wenige Jahre älter ist als die Kleine. Mit Verlangen erfüllen den Kaufmannssohn die beiden jungen Frauen nicht. Unangenehm – Haus und Garten sind zu eng, als dass er den ständig fordernden Blicken der zwei jungen Mädchen entfliehen könnte. Beklommen bemerkt er  eine Angst in sich aufsteigen; die Angst „vor der Unentrinnbarkeit des Lebens“.
Einmal verlässt er das Haus und geht in die Stadt. Sein treuester Diener wurde in einem anonymen Brief eines abscheulichen Verbrechens bezichtigt. Der Kaufmannssohn will bei dem vorherigen Herrn des Dieners Erkundungen einholen, trifft ihn aber nicht an. Gedankenverloren gerät er in eine verrufene Gegend und betrachtet das Schaufenster eines ärmlichen Juwelierladens. Dort entdeckt er ein Schmuckstück, das ihn „irgendwie“ an seine alte Haushälterin erinnert und möchte es kaufen. Aus Höflichkeit lässt er sich weitere Gegenstände zeigen und kauft zu guter Letzt einen halb blinden silbernen Spiegel, in dem er das schöne Mädchen zu erkennen meint. Seine Neugierde führt ihn über den hinteren Garten des Juweliers auf ein benachbartes Grundstück bis zu einem Treibhaus. Zwischen dem Blattwerk erblickt er das Gesicht eines Mädchens, das dem fünfzehnjährigen gleicht. Als ihn das Kind böse anschaut, empfindet er Grauen im Nacken. Wie unter Zwang betritt er das Glashaus. Das Kind schlägt sein Geldgeschenk aus und sperrt ihn im Glashaus ein. Er findet einen Fluchtweg und gelangt auf einen Kasernenhof. Dort wird er durch ein ausschlagendes Pferd tödlich verwundet. Angst überfällt ihn. Im Rückblick erkennt er, dass seine Diener ihn in den Tod getrieben haben: Der eine lockte ihn in die Stadt, die Alte trieb ihn in den Juwelierladen, die Schöne verführte ihn dazu, die hinteren Räume des Juweliers zu betreten, die Kleine verleitete ihn dazu, in das Gewächshaus zu gehen. Er verflucht die vier und stirbt verbittert mit einem „bösen Ausdruck“ im Gesicht.

## Selbstzeugnisse
- „Das Ungeheure des Lebens ist nur durch Zutätigkeit erträglich zu machen, immer nur betrachtet, lähmt es.“[2]
- „Wenn man immer so leben könnte, wie man will, würde man alle Kraft verlieren.“[3]

## Rezeption
- Schnitzler im November 1895 in einem Brief an den Autor: Der Text sei kein Märchen. Gegen ihr Ende hin beschreibe die Erzählung mehr einen Alptraum.[4][5]
- von Schaukal äußert 1929, der Autor habe das Magische seinem Text „gewaltsam eingeflößt“[6].
- Der junge Autor soll in der Geschichte auch seinen freiwilligen Militärdienst 1894/1895 in Göding verarbeitet haben.[7][8]
- Das Scheitern des Kaufmannssohnes wird durch seine Bediensteten initiiert und zwar nach Sprengel[9] folgerichtig, da er sich von Abhängigen abhängig gemacht habe. Alewyn geht beim Bild vom Gefängnis „ohne Mauern und Ketten“[10] noch weiter. Die Diener halten ihren Herrn demnach in einer Gefangenschaft, aus der es kein Entkommen gebe.

## Ausgaben
- Hugo von Hofmannsthal: Das Märchen der 672ten Nacht. Geschichte des jungen Kaufmannssohnes und seiner vier Diener. In: Die Zeit, Bd. 5, Nr. 57, 2. November 1895, S. 79–80; Nr. 58, 9. November 1895, S. 95–96; Nr. 59, 16. November 1895, S. 111–112 (Schluß).
- Hugo von Hofmannsthal: Das Märchen der 672. Nacht und andere Erzählungen. Mit Illustrationen von Walter Hampel. Wiener Verlag, Wien und Leipzig 1905 (Erstausgabe, 6.–10. Tausend; 123 Seiten; enthält daneben „Reitergeschichte“, „Erlebnis des Marschalls von Bassompierre“, „Ein Brief“).
- Hugo von Hofmannsthal: Das Märchen der 672. Nacht (1895). S. 45–66. In: Ders., Gesammelte Werke in zehn Einzelbänden, hrsg. von Bernd Schoeller in Zusammenarbeit mit Rudolf Hirsch, Band Erzählungen. Erfundene Gespräche und Briefe. Reisen. S. Fischer Verlag, Frankfurt am Main 1986, ISBN 3-10-031547-2 (hier zitierte Ausgabe).
- Hugo von Hofmannsthal: Das Märchen der 672. Nacht. Das erzählerische Werk. Mit einem Nachwort von Ellen Ritter. S. Fischer, Frankfurt am Main 1999, ISBN 978-3-10-031561-8.
- Hugo von Hofmannsthal: Das Märchen der 672. Nacht. Argon Verlag, Berlin 2005 (fünfte Auflage), ISBN 978-3-87024-632-7.

### Hörbuch
- Hugo von Hofmannsthal: Das Märchen der 672. Nacht. Gelesen von Stefan Wigger. Audiobuch, Freiburg im Breisgau 2000, ISBN 978-3-933199-20-1.